# Argyrolobium rarum
Argyrolobium rarum är en ärtväxtart som beskrevs av Dummer. Argyrolobium rarum ingår i släktet Argyrolobium och familjen ärtväxter. Inga underarter finns listade i Catalogue of Life.